# Szymon Mysłakowski
Szymon Mysłakowski (ur. 8 lutego 1982 w Krakowie) – polski aktor, absolwent Wydziału Aktorskiego PWST w Krakowie.

## Życiorys
Od 2004 roku związany z Teatrem im. Bogusławskiego w Kaliszu. W 2014 został aktorem Teatru Nowego w Poznaniu, z którym obecnie współpracuje. Od września 2017 roku etatowy aktor Teatru Współczesnego w Warszawie.
Nagrodzony m.in. w 2008 roku na 48. Kaliskich Spotkaniach Teatralnych nagrodą za rolę Syfona w Ferdydurke, czyli czas nieuniknionego mordu. W tym samym roku otrzymał Nagrodę Prezydenta Miasta Kalisza. W 2012 został uhonorowany Medalem Młodej Sztuki. W 2023 otrzymał nagrodę Międzynarodowego Festiwalu Teatralnego Boska Komedia za najlepszą drugoplanową rolę męską za „liczne role w spektaklu JAK NIE ZABIŁEM SWOJEGO OJCA I JAK BARDZO TEGO ŻAŁUJĘ”.
W latach 2017–2018 był członkiem obsady programu komediowego „SNL Polska”, a także występował w specjalnej wersji „Weekend Update”. W związku z tym w 2020 r. wziął udział w projekcie serwisu Player pod nazwą „Doniesienia”.
Od 2021 roku w serialu Mamy to będzie wcielał się w rolę Szymona.

## Filmografia
- 2005: Fala zbrodni jako Sylwester Gutz „Chemik” (odc. 41)
- 2007: Pierwsza miłość jako Bogdan, barman w night clubie Lotos
- 2008: Nieruchomy poruszyciel jako Robert
- 2009: Ostatnia akcja jako Mateusz Zuber, wnuk Zygmunta
- 2010: Usta usta jako Dorian (odc. 10, 11)
- 2011: Wojna żeńsko-męska
- 2011: Ojciec Mateusz jako „Klamka”, człowiek Łapkiewicza (odc. 65)
- 2012: Julia jako Lisiewicz (odc. 181–183)
- 2013: Na dobre i na złe jako Krzysztof (odc. 543)
- 2014: Prawo Agaty jako krupier (odc. 74)
- 2016: Ojciec Mateusz jako killer (odc. 207)
- 2016: Komisarz Alex jako Jakub Baliński, przyrodni brat „Filozofa” (odc. 98)
- 2017: Syn Królowej Śniegu jako motocyklista Rafał
- 2017: Druga szansa jako reżyser (odc. 40)
- 2019: Ojciec Mateusz jako stajenny Więcek (odc. 274)
- 2020: O mnie się nie martw jako Leszek (odc. 149)
- 2021: Brigitte Bardot cudowna jako George Harrison
- 2021: Mamy to[3] jako Szymon
- 2021: Leśniczówka jako podinspektor Adam Szymczak
- 2021: Bo we mnie jest seks jako aktor na Barbórce
- 2022: 8 rzeczy, których nie wiecie o facetach jako pan młody
- 2023: Święty jako przedstawiciel ministerstwa
- 2023: Na dobre i na złe jako Bartek Zakrzewski, syn Elizy (odc. 872)
- 2023: Camera Café. Nowe parzenie jako ksiądz (odc. 8)
- 2024: Kulej. Dwie strony medalu jako reżyser

### Dubbing
- 2020: Magiczne wakacje – Devin
- 2020: Jedyny i niepowtarzalny Ivan – Mike
- 2021: Terminator 2: Dzień sądu – Terminator T-800[4]

## Role teatralne
- Sen srebrny Salomei (2015), reż. Tomasz Cymerman
- Bolesny upadek wartości artystycznych (2003), reż. Michał Wierzbicki
- Wybrani według Jeana Geneta (2003), reż. Agata Duda-Gracz - Brahim
- Ćwiczenia z Czechowa (2004), reż. Paweł Miśkiewicz - Solony
- Nierządy według Jeana Geneta (2004), reż. Agata Duda-Gracz - Naczelnik Policji
- Pinokio, Carlo Collodi (2005), reż. Marcin Bortkiewicz - Lis
- Woyzeck, Georg Büchner (2005), reż. Maja Kleczewska - Doktor
- Wszystko będzie dobrze, (2005), reż. Michał Wierzbicki - Dyrektor
- Moralność według Gabrieli Zapolskiej (2006), reż. Ula Kijak - Zbyszko
- Historia komunizmu, Mateia Visniec (2006), reż. Józef Czajlik - Kuchin
- Romeo+Julia (2006), reż. Paweł Kamza - Mercutio
- Czego nie widać, Michael Frayn (2007), reż. Paweł Okoński - Frederick Fellowes, Philip Brent, Szejk
- Mewa, Antoni Czechow (2007), reż. Grzegorz Wiśniewski - Borys Trigorin
- Tartuffe albo Szalbierz, Molier (2008), reż. Grzegorz Chrapkiewicz - Tartuffe, bigot
- Pływanie synchroniczne, David Drábek (2008), reż. Janusz Łagodziński - Iwan
- Ferdydurke, czyli czas nieuniknionego mordu według Witolda Gombrowicza (2008), reż. Wojciech Kościelniak - Syfon
- New Electric Ballroom, (2009), reż. Rudolf Zioło - Patsy
- Szalone nożyczki, Paul Pörtner (2009), reż. Marcin Sławiński - Antoni Wzięty (fryzjer, właściciel salonu)
- Non Stop Horror Show, (2010) reż. Michał Wierzbicki - Mutti / reżyser Salita
- Mayday (2010), reż. Igor Michalski - Stanley Gardner
- Summertime (2010), reż. W. Kościelniak - Guitarro